# Andrea Noé
Andrea Noè (ur. 15 stycznia 1969 w Magenta, Włochy) – włoski kolarz szosowy specjalizujący się w jeździe górskiej. Rozpoczął karierę zawodową w 1993 roku. W latach 2005–2009 należał do włoskiej grupy zawodowej Liquigas-Bianchi, w której ścigał się również zwycięzca klasyfikacji ProTour 2005 – Danilo di Luca. Noe był drugim kolarzem Tour de Pologne 2003. Rozpoczął swoją karierę jako zawodowiec w roku 1993 a zakończył ją w roku 2011 w drużynie Farnese Vini-Neri Sottoli.

## Sukcesy
- 1998 – etap na Giro d'Italia
- 2000 – etap na Tour de Romandie
- 2003 – 2. miejsce w klasyfikacji generalnej Tour de Pologne

## Drużyny
- 2006 Liquigas
- 2005 Liquigas - Bianchi
- 2004 Alessio – Bianchi
- 2003 Alessio
- 1999-2002 Mapei – Quick Step
- 1997-1998 – Asics
- 1993-1996 – Mapei